# Carlo d'Assia-Wanfried
Carlo d'Assia-Wanfried (19 luglio 1649 – 3 marzo 1711) fu langravio d'Assia-Wanfried. Era il secondo figlio maschio del langravio Ernesto d'Assia-Rheinfels e Maria Eleonora di Solms-Lich.

## Biografia
Dopo una controversia ereditaria sui "territori di Rotenburg", Carlo ricevette l'Assia-Eschwege nel 1667. Si trasferì a Wanfried e fondò la linea cattolica d'Assia-Wanfried. Utilizzò il castello di Wanfried come sua residenza, perché il castello a Eschwege era stato promesso ai Brunswick-Bevern.

### Matrimoni
La prima moglie di Carlo fu Sofia Maddalena, una figlia del Conte Eric Adolph di Salm-Reifferscheid e di sua moglie Maddalena. Sofia Maddalena morì nel 1675 durante un viaggio a Venezia. Carlo sposò poi Giuliana Alessandrina, una figlia del Conte Emilio XIII di Leiningen e vedova del Langravio Giorgio III d'Assia-Itter-Vöhl. Alessandrina Giuliana morì il 19 aprile 1703 e fu sepolta nella cripta di famiglia nella Hülfensberg a Wanfried.

### Morte ed erede
Carlo morì nel 1711 e fu succeduto come Langravio d'Assia-Wanfried da suo figlio Guglielmo II. Dopo la morte di Guglielmo nel 1731, gli succedette il suo fratellastro Cristiano, che morì senza figli nel 1755, ponendo così fine alla linea d'Assia-Wanfried.

## Figli
Dal suo matrimonio con Sofia Maddalena:
- Carlo Ernesto Adolfo (8 ottobre 1669 - dicembre 1669)
- Anna Maria Eleonora (13 ottobre 1670 - gennaio 1671)
- Guglielmo II "il Giovane" (25 agosto 1671 - 1º aprile 1731), Langravio d'Assia-Wanfried-Rheinfels
- Federico (17 maggio 1673 - 1692), un canonico a Colonia, morì durante una visita al Vescovo di Győr in Ungheria
- Filippo (nato nel giugno 1674)

Dal suo matrimonio con Giuliana Alessandrina:
- Carlotta Amalia (8 marzo 1679 - 8 febbraio 1722)

sposò il 26 settembre 1694 a Colonia Francesco II Rákóczi (27 marzo 1676 - 8 aprile 1735), Principe di Transilvania
- Ernesto (20 aprile 1680-24 giugno 1680)
- Sofia Leopoldina (17 luglio 1681 - 18 aprile 1724)

sposò il 12 giugno 1700 Filippo Carlo di Hohenlohe-Bartenstein
- Carlo Alessandro (6 novembre 1683 - febbraio 1684)
- Maria Anna Giovanna (8 gennaio 1685 - 11 giugno 1764)

sposò il 15 luglio 1703 il barone Daniel von Ingenheim; furono i genitori di Maria Caroline Charlotte von Ingenheim amante dell'imperatore Carlo VII
- Maria Giuseppa Teresa Elisabetta (5 aprile 1687 - 9 settembre 1689)
- Cristina Francesca Polissena (23 maggio 1688 - 17 luglio 1728)

sposò il 28 febbraio 1712 Domenico Marquardo, Principe di Löwenstein-Wertheim-Rochefort
- Cristiano (17 luglio 1689 - 21 ottobre 1755), l'ultimo Langravio d'Assia-Wanfried-Eschwege e Assia-Rheinfels
- Giuliana Elisabetta Anna Luisa (20 ottobre 1690 - 13 luglio 1724)

sposò il 6 gennaio 1718 a Wanfried il Conte Cristiano Ottone di Limburg-Styrum (25 marzo 1694 - 24 febbraio 1749)
- Maria (nata il 31 agosto 1693)
- Eleonora Bernardina (21 febbraio 1695 - 14 agosto 1768)

sposò nel giugno 1717 il conte Ermanno Federico di Bentheim-Steinfurt

## Ascendenza
|                                        |   |                               | Genitori                          |  |  | Nonni |  |  | Bisnonni                    |  |  | Trisnonni         |  |
|                                        |   |                               |                                   |  |  |       |  |  | Guglielmo IV d'Assia-Kassel |  |  | Filippo I d'Assia |  |
|                                        |   |                               |                                   |  |  |       |  |  | Guglielmo IV d'Assia-Kassel |  |  | Filippo I d'Assia |  |
|                                        |   | Cristina di Sassonia          |                                   |  |  |       |  |  | Guglielmo IV d'Assia-Kassel |  |  |                   |  |
| Maurizio d'Assia-Kassel                |   |                               |                                   |  |  |       |  |  | Guglielmo IV d'Assia-Kassel |  |  |                   |  |
|                                        |   | Sabina di Württemberg         | Cristoforo di Württemberg         |  |  |       |  |  |                             |  |  |                   |  |
|                                        |   | Sabina di Württemberg         | Cristoforo di Württemberg         |  |  |       |  |  |                             |  |  |                   |  |
|                                        |   | Sabina di Württemberg         | Anna Maria di Brandeburgo-Ansbach |  |  |       |  |  |                             |  |  |                   |  |
| Ernesto d'Assia-Rheinfels              |   | Sabina di Württemberg         |                                   |  |  |       |  |  |                             |  |  |                   |  |
|                                        |   | Giovanni VII di Nassau-Siegen | Giovanni VI di Nassau-Dillenburg  |  |  |       |  |  |                             |  |  |                   |  |
|                                        |   | Giovanni VII di Nassau-Siegen | Giovanni VI di Nassau-Dillenburg  |  |  |       |  |  |                             |  |  |                   |  |
|                                        |   | Giovanni VII di Nassau-Siegen | Giuliana di Stolberg-Wernigerode  |  |  |       |  |  |                             |  |  |                   |  |
| Giuliana di Nassau-Dillenburg          |   | Giovanni VII di Nassau-Siegen |                                   |  |  |       |  |  |                             |  |  |                   |  |
|                                        |   | Maddalena di Waldeck          | Filippo IV di Waldeck             |  |  |       |  |  |                             |  |  |                   |  |
|                                        |   | Maddalena di Waldeck          | Filippo IV di Waldeck             |  |  |       |  |  |                             |  |  |                   |  |
|                                        |   | Maddalena di Waldeck          | Jutta di Isenburg                 |  |  |       |  |  |                             |  |  |                   |  |
| Carlo d'Assia-Wanfried                 |   | Maddalena di Waldeck          |                                   |  |  |       |  |  |                             |  |  |                   |  |
|                                        | … | …                             |                                   |  |  |       |  |  |                             |  |  |                   |  |
|                                        | … | …                             |                                   |  |  |       |  |  |                             |  |  |                   |  |
|                                        | … | …                             |                                   |  |  |       |  |  |                             |  |  |                   |  |
| Filippo Reinardo I di Solms-Hohensolms | … |                               |                                   |  |  |       |  |  |                             |  |  |                   |  |
|                                        |   | …                             | …                                 |  |  |       |  |  |                             |  |  |                   |  |
|                                        |   | …                             | …                                 |  |  |       |  |  |                             |  |  |                   |  |
|                                        |   | …                             | …                                 |  |  |       |  |  |                             |  |  |                   |  |
| Maria Eleonora di Solms-Hohensolms     |   | …                             |                                   |  |  |       |  |  |                             |  |  |                   |  |
|                                        |   | …                             | …                                 |  |  |       |  |  |                             |  |  |                   |  |
|                                        |   | …                             | …                                 |  |  |       |  |  |                             |  |  |                   |  |
|                                        |   | …                             | …                                 |  |  |       |  |  |                             |  |  |                   |  |
| Elisabetta di Wied                     |   | …                             |                                   |  |  |       |  |  |                             |  |  |                   |  |
|                                        |   | …                             | …                                 |  |  |       |  |  |                             |  |  |                   |  |
|                                        |   | …                             | …                                 |  |  |       |  |  |                             |  |  |                   |  |
|                                        |   | …                             | …                                 |  |  |       |  |  |                             |  |  |                   |  |
|                                        |   | …                             |                                   |  |  |       |  |  |                             |  |  |                   |  |

## Fonti
- Chronik der Stadt Wanfried, Reinhold Strauß, 1908
- Eckhart G. Franz, Das Haus Hessen, Stuttgart, 2005, ISBN 3-17-018919-0

| Controllo di autorità | VIAF (EN) 276165750875854220000 · GND (DE) 1262047951 |